# Mančický potok
Mančický potok je potok v Středočeském kraji, který se vlévá jako levostranný přítok do Onomyšlského potoka. Má délku 5,8 kilometrů. Plocha jeho povodí měří 6,49 km².

## Průběh toku
Potok pramení v lese, přibližně 1 kilometr jihovýchodně od obce Rašovice. Od pramene směřuje směrem na severozápad, kde protéká obcí Rašovice, dále obcemi Netušil a Mančice podle které se potok jmenuje. Přibližně po 1 kilometru se západně od obce Jindice vlévá jako levostranný přítok do Onomyšlského potoka.